# 2007 na música

## Eventos
| Data            | Evento |
| --------------- | --- |
| 1 de janeiro    | Rainha Elizabeth II concede a Rod Stewart o título de Comendador. |
| 15 de janeiro   | Justin Bieber cria sua página no YouTube, com o nome de Kidrauhl. |
| 20 de janeiro   | Justin Bieber posta seu primeiro vídeo no YouTube, "So Sick", de Ne-Yo. |
| 30 de janeiro   | The Police anuncia que se apresentará na abertura do Grammy Awards em 11 de fevereiro, e posteriormente anuncia a turnê The Police Reunion. |
| 30 de janeiro   | Mika assina seu primeiro contrato, com a Universal Records UK. |
| 11 de fevereiro | Dixie Chicks, e seu produtor Rick Rubin, são os maiores vencedores do Grammy Awards, com cinco prêmios. Red Hot Chili Peppers ganha quatro prêmios, e Carrie Underwood ganha o prêmio de Artista Revelação. Shakira se apresenta pela 1ª vez vez no Grammy. |
| 16 de fevereiro | Chris Cornell deixa o Audioslave por "diferenças musicais". |
| 20 de fevereiro | Christina Aguilera inicia a 2ª etapa de sua turnê Back to Basics, que se tornaria a turnê de uma cantora com a maior bilheteria de 2007. |
| 12 de março     | Grandmaster Flash and the Furious Five, R.E.M., The Ronettes, Patti Smith, e Van Halen, entraram para o Rock and Roll Hall of Fame. |
| 16 de março     | Bad Religion revela que seu novo álbum se chamará New Maps of Hell. |
| 25 de março     | Elton John toca pela 60ª vez no Madison Square Garden, em Nova Iorque, EUA, para comemorar seu 60º aniversário. O concerto estabelece o recorde de maior número de apresentações de um artista no local.                                                    |
| 31 de março     | A banda australiana Silverchair lança seu quinto e último álbum, Young Modern. |
| 2 de abril      | Genesis lança o 1º de seus 5 box sets planejados, Genesis 1976–1982. |
| 7 de abril      | O 3º álbum de estúdio de Joss Stone, Introducing Joss Stone, estreia em 2º lugar na Billboard 200, tornando-se a estreia mais alta de uma cantora britânica nos EUA.                                                                                        |
| 17 de abril     | Avril Lavigne lança o que viria a ser o álbum mais vendido do ano em todo o mundo, The Best Damn Thing. |
| 19 de abril     | Joey Jordison, do Slipknot, se torna músico de sessão do KoЯn. |
| 29 de abril     | O primeiro conservatório de música pré-universitário para a população de língua árabe de Israel é inaugurado em Shefa-'Amr. |
| 12 de maio      | Na Hartwall Arena, em Helsinque, Finlândia, a cantora sérvia Marija Šerifović vence o Eurovision Song Contest, com a canção "Molitva". |
| 15 de maio      | Minutes to Midnight, de Linkin Park, estreia em 1º lugar na Billboard 200, e vende 623.000 cópias na 1ª semana nos EUA, sendo o álbum de maior venda na 1ª semana até aquela data, e o 3º no ano de 2007.                                                   |
| 23 de maio      | Jordin Sparks vence a 6ª temporada de American Idol. |
| 14 de junho     | Daft Punk volta a Paris para fazer um show, dez anos após sua última apresentação na capital francesa. |
| 28 de junho     | Em uma coletiva de imprensa no The O2, em Londres, Inglaterra, transmitida mundialmente, Spice Girls anunciam sua turnê de retorno, The Return of the Spice Girls.                                                                                          |
| 1 de julho      | No Estádio de Wembley, em Londres, Inglaterra, ocorre o concerto beneficente Concert for Diana, em homenagem à falecida Diana, Princesa de Gales. |
| 7 de julho      | Ocorre o Live Earth, uma série de concertos mundiais para iniciar ações contra o aquecimento global. |
| 27 de julho     | Adam Willard deixa The Offspring, e é substituído pelo ex baterista de Face to Face e Saves the Day, Pete Parada. |
| 5 de agosto     | No Karaj Rock Concert, 230 músicos e fãs iranianos são presos pelo governo por participarem de um show de rock ilegal. |
| 30 de agosto    | Britney Spears lança seu single de retorno, "Gimme More", que em 24 horas é uma das canções mais solicitadas nas rádios, e recebe certificado de Platina, vendendo 1.000.000 de cópias logo após seu lançamento.                                            |
| 3 de setembro   | Gerard Way, vocalista de My Chemical Romance, se casa com a baixista de Mindless Self Indulgence, Lyn-Z, nos bastidores do festival Projekt Revolution, em Denver, Colorado, nos EUA.                                                                       |
| 8 de setembro   | "Weird Al" Yankovic faz seu milésimo show ao vivo em Idaho Falls, Idaho, nos EUA. |
| 9 de setembro   | Em Las Vegas, Nevada, EUA, Britney Spears abre o MTV Video Music Awards, e sua performance logo se torna alvo de críticas e piadas. |
| 1 de outubro    | Steve Hewitt, baterista do Placebo, deixa a banda, citando "diferenças pessoais e musicais". |
| 1 de outubro    | Genesis lança o segundo de 5 box sets planejados, Genesis 1983–1998. |
| 1 de outubro    | Jonny Greenwood, guitarrista de Radiohead, anuncia no site da banda que eles lançarão o novo álbum, In Rainbows, em dez dias, e os consumidores podem pagar o preço que quiserem.                                                                           |
| 24 de outubro   | Backstreet Boys lança seu 6º álbum de estúdio, e 1º como um quarteto, Unbreakable. |
| 26 de outubro   | Britney Spears lança seu 5º álbum de estúdio, Blackout, que estreia em 2º lugar na Billboard 200, tornando-se seu 1º álbum de estúdio a não estrear em 1º lugar.                                                                                            |
| 12 de novembro  | OneRepublic quebra o recorde de reproduções nas rádios nos Estados Unidos com "Apologize". |
| 25 de novembro  | Natalie Gauci vence a quinta temporada de Australian Idol. |
| 10 de dezembro  | Led Zeppelin se reúne em Londres, Inglaterra, para seu primeiro show em 25 anos. |
| 10 de dezembro  | Após 5 anos, Céline Dion faz a apresentação final de sua residência A New Day..., no Caesars Palace, em Las Vegas, Nevada, EUA. |
| 15 de dezembro  | Na Inglaterra, Leon Jackson vence a 4ª temporada de The X Factor. |

## Lançamentos

### Álbuns de estúdio
| Data            | Título                                  | Artista(s)              |
| --------------- | --------------------------------------- | ----------------------- |
| 30 de janeiro   | Not Too Late                            | Norah Jones             |
| 5 de fevereiro  | Life in Cartoon Motion'                 | Mika                    |
| 6 de fevereiro  | Infinity on High                        | Fall Out Boy            |
| 21 de fevereiro | The Walk                                | Hanson                  |
| 26 de fevereiro | Yours Truly, Angry Mob                  | Kaiser Chiefs           |
| 5 de março      | Neon Bible                              | Arcade Fire             |
| 5 de março      | Everytime We Touch                      | Cascada                 |
| 9 de março      | Introducing Joss Stone                  | Joss Stone              |
| 12 de março     | Stay                                    | Simply Red              |
| 21 de março     | Dignity                                 | Hilary Duff             |
| 23 de março     | Como Ama una Mujer                      | Jennifer Lopez          |
| 27 de março     | Good Morning Revival                    | Good Charlotte          |
| 27 de março     | Let It Go                               | Tim McGraw              |
| 30 de março     | This Time                               | Melanie C               |
| 31 de março     | Young Modern                            | Silverchair             |
| 2 de abril      | Because of the Times                    | Kings of Leon           |
| 2 de abril      | Timbaland Presents Shock Value          | Timbaland               |
| 6 de abril      | Elements of Life                        | Tiësto                  |
| 11 de abril     | The Best Damn Thing                     | Avril Lavigne           |
| 14 de abril     | I'll Stay Me                            | Luke Bryan              |
| 17 de abril     | Year Zero                               | Nine Inch Nails         |
| 23 de abril     | Favourite Worst Nightmare               | Arctic Monkeys          |
| 25 de abril     | Because of You                          | Ne-Yo                   |
| 27 de abril     | N.B.                                    | Natasha Bedingfield     |
| 1 de maio       | Volta                                   | Björk                   |
| 1 de maio       | Call Me Irresponsible                   | Michael Bublé           |
| 1 de maio       | Crazy Ex-Girlfriend                     | Miranda Lambert         |
| 7 de maio       | The Boy with No Name                    | Travis                  |
| 14 de maio      | Light at the End of the World           | Erasure                 |
| 14 de maio      | Minutes to Midnight                     | Linkin Park             |
| 14 de maio      | Humanity: Hour I                        | Scorpions               |
| 15 de maio      | United Abominations                     | Megadeth                |
| 16 de maio      | It Won't Be Soon Before Long            | Maroon 5                |
| 21 de maio      | Trip the Light Fantastic                | Sophie Ellis-Bextor     |
| 22 de maio      | The Sun and the Moon                    | The Bravery             |
| 22 de maio      | Black Rain                              | Ozzy Osbourne           |
| 28 de maio      | Carry On                                | Chris Cornell           |
| 29 de maio      | Relentless                              | Jason Aldean            |
| 29 de maio      | Double Up                               | R. Kelly                |
| 31 de maio      | Good Girl Gone Bad                      | Rihanna                 |
| 1 de junho      | Scream                                  | Tokio Hotel             |
| 4 de junho      | Destination Moon                        | Deborah Cox             |
| 4 de junho      | Memory Almost Full                      | Paul McCartney          |
| 5 de junho      | Eat Me, Drink Me                        | Marilyn Manson          |
| 5 de junho      | Poison'd!                               | Poison                  |
| 8 de junho      | Lost Highway                            | Bon Jovi                |
| 11 de junho     | Insomniac                               | Enrique Iglesias        |
| 12 de junho     | We the Best                             | DJ Khaled               |
| 12 de junho     | Riot!                                   | Paramore                |
| 12 de junho     | Era Vulgaris                            | Queens of the Stone Age |
| 15 de junho     | Icky Thump                              | The White Stripes       |
| 18 de junho     | Wild Hope                               | Mandy Moore             |
| 19 de junho     | 5th Gear                                | Brad Paisley            |
| 20 de junho     | Ms. Kelly                               | Kelly Rowland           |
| 22 de junho     | Ten Feet High                           | Andrea Corr             |
| 22 de junho     | My December                             | Kelly Clarkson          |
| 26 de junho     | The Mix-Up                              | Beastie Boys            |
| 26 de junho     | Hannah Montana 2: Meet Miley Cyrus      | Miley Cyrus             |
| 2 de julho      | We Are the Night                        | The Chemical Brothers   |
| 10 de julho     | New Maps of Hell                        | Bad Religion            |
| 10 de julho     | Zeitgeist                               | The Smashing Pumpkins   |
| 15 de julho     | Planet Earth                            | Prince                  |
| 18 de julho     | Underclass Hero                         | Sum 41                  |
| 31 de julho     | Untitled                                | KoЯn                    |
| 31 de julho     | Sean Kingston                           | Sean Kingston           |
| 7 de agosto     | Jonas Brothers                          | Jonas Brothers          |
| 7 de setembro   | In Search of Sunrise 6: Ibiza           | Tiësto                  |
| 11 de setembro  | Curtis                                  | 50 Cent                 |
| 11 de setembro  | Graduation                              | Kanye West              |
| 11 de setembro  | Just Who I Am: Poets & Pirates          | Kenny Chesney           |
| 17 de setembro  | 90 Millas                               | Gloria Estefan          |
| 17 de setembro  | All the Lost Souls                      | James Blunt             |
| 19 de setembro  | Songs About Girls                       | will.i.am               |
| 19 de setembro  | Ao Vivo em Goiânia                      | Jorge & Mateus          |
| 25 de setembro  | Magic                                   | Bruce Springsteen       |
| 25 de setembro  | Funk This                               | Chaka Khan              |
| 25 de setembro  | Echoes, Silence, Patience & Grace       | Foo Fighters            |
| 26 de setembro  | Dark Passion Play                       | Nightwish               |
| 1 de outubro    | Songs of Mass Destruction               | Annie Lennox            |
| 1 de outubro    | Change                                  | Sugababes               |
| 2 de outubro    | Magic                                   | Bruce Springsteen       |
| 4 de outubro    | Brave                                   | Jennifer Lopez          |
| 9 de outubro    | Family                                  | LeAnn Rimes             |
| 9 de outubro    | Heroes & Thieves                        | Vanessa Carlton         |
| 19 de outubro   | In Rainbows                             | Radiohead               |
| 23 de outubro   | Carnival Ride                           | Carrie Underwood        |
| 23 de outubro   | La Vida... Es Un Ratico                 | Juanes                  |
| 23 de outubro   | Chrome Dreams II                        | Neil Young              |
| 24 de outubro   | Unbreakable                             | Backstreet Boys         |
| 25 de outubro   | Blackout                                | Britney Spears          |
| 30 de outubro   | Long Road Out of Eden                   | Eagles                  |
| 5 de novembro   | Club Disco                              | Dannii Minogue          |
| 5 de novembro   | Back Home                               | Westlife                |
| 6 de novembro   | Exclusive                               | Chris Brown             |
| 6 de novembro   | American Gangster                       | Jay-Z                   |
| 7 de novembro   | Taking Chances                          | Céline Dion             |
| 9 de novembro   | As I Am                                 | Alicia Keys             |
| 9 de novembro   | Sawdust                                 | The Killers             |
| 9 de novembro   | Spirit                                  | Leona Lewis             |
| 12 de novembro  | System                                  | Seal                    |
| 13 de novembro  | Motown: A Journey Through Hitsville USA | Boyz II Men             |
| 13 de novembro  | Red Carpet Massacre                     | Duran Duran             |
| 16 de novembro  | Tangled Up                              | Girls Aloud             |
| 20 de novembro  | Jordin Sparks                           | Jordin Sparks           |
| 20 de novembro  | Dreaming Out Loud                       | OneRepublic             |
| 21 de novembro  | X                                       | Kylie Minogue           |
| 27 de novembro  | The Boatlift                            | Pitbull                 |
| 3 de dezembro   | Perfect Day                             | Cascada                 |
| 11 de dezembro  | 8 Diagrams                              | Wu-Tang Clan            |
| 18 de dezembro  | Growing Pains                           | Mary J. Blige           |

### Álbuns de compilação
| Data            | Título                                                           | Artista(s)                      |
| --------------- | ---------------------------------------------------------------- | ------------------------------- |
| 16 de janeiro   | Paulina Remixes                                                  | Paulina Rubio                   |
| 6 de fevereiro  | Yes, I'm a Witch                                                 | Yoko Ono                        |
| 20 de fevereiro | The Essential Toni Braxton                                       | Toni Braxton                    |
| 6 de março      | Greatest Hits                                                    | The Notorious B.I.G.            |
| 7 de março      | The Very Best of Dolly Parton                                    | Dolly Parton                    |
| 19 de março     | The Best of David Bowie 1980/1987                                | David Bowie                     |
| 27 de março     | Crystal Visions — The Very Best of Stevie Nicks                  | Stevie Nicks                    |
| 3 de abril      | Black Sabbath: The Dio Years                                     | Black Sabbath                   |
| 24 de abril     | Snoop Dogg Presents The Big Squeeze                              | Snoop Dogg                      |
| 8 de maio       | Greatest Hits: Straight Up!                                      | Paula Abdul                     |
| 9 de maio       | 100%                                                             | Banda Calypso                   |
| 12 de junho     | Instant Karma: The Amnesty International Campaign to Save Darfur | Vários Artistas                 |
| 10 de julho     | The A–Z of Queen, Volume 1                                       | Queen                           |
| 23 de julho     | Absolute Garbage                                                 | Garbage                         |
| 20 de agosto    | The Very Best of TLC: Crazy Sexy Hits                            | TLC                             |
| 27 de agosto    | Photograph: The Very Best of Ringo Starr                         | Ringo Starr                     |
| 7 de setembro   | Glorious: The Singles 97–07                                      | Natalie Imbruglia               |
| 2 de outubro    | The Hits                                                         | Faith Hill                      |
| 2 de outubro    | Exile on Mainstream                                              | Matchbox Twenty                 |
| 2 de outubro    | Dylan                                                            | Bob Dylan                       |
| 8 de outubro    | Disco 4                                                          | Pet Shop Boys                   |
| 9 de outubro    | Complete Clapton                                                 | Eric Clapton                    |
| 16 de outubro   | Ultimate Santana                                                 | Santana                         |
| 23 de outubro   | Greatest Hits & Remixes                                          | Paul Oakenfold                  |
| 26 de outubro   | E²                                                               | Eros Ramazzotti                 |
| 5 de novembro   | Unleashed                                                        | Dannii Minogue                  |
| 5 de novembro   | All the Greatest Hits                                            | McFly                           |
| 6 de novembro   | Greatest Hits                                                    | Nas                             |
| 7 de novembro   | Greatest Hits                                                    | Spice Girls                     |
| 9 de novembro   | Sawdust                                                          | The Killers                     |
| 12 de novembro  | Mothership                                                       | Led Zeppelin                    |
| 13 de novembro  | Greatest Hits Volume One: The Singles                            | The Goo Goo Dolls               |
| 19 de novembro  | D-Sides                                                          | Gorillaz                        |
| 20 de novembro  | Year Zero Remixed                                                | Nine Inch Nails                 |
| 4 de dezembro   | Best of 2Pac                                                     | 2Pac                            |
| 10 de dezembro  | Oh, by the Way                                                   | Pink Floyd                      |
| 10 de dezembro  | 100%                                                             | Kelly Key                       |
| 24 de dezembro  | High School Musical 2: Non-Stop Dance Party                      | Elenco de High School Musical 2 |

### Álbuns ao vivo
| Data           | Título                                                   | Artista(s)                    |
| -------------- | -------------------------------------------------------- | ----------------------------- |
| 8 de janeiro   | Showgirl: Homecoming Live                                | Kylie Minogue                 |
| 26 de janeiro  | The Confessions Tour                                     | Madonna                       |
| 5 de março     | MTV Unplugged                                            | KoЯn                          |
| 27 de março    | Extended Versions                                        | Europe                        |
| 28 de março    | Multishow ao Vivo: Ivete no Maracanã                     | Ivete Sangalo                 |
| 3 de abril     | Lady Croissant                                           | Sia                           |
| 22 de abril    | Na Moda do Brasil - Ao Vivo                              | Edson & Hudson                |
| 8 de maio      | Live in Concert 2006                                     | Barbra Streisand              |
| 5 de junho     | Bruce Springsteen with The Sessions Band: Live in Dublin | Bruce Springsteen             |
| 26 de junho    | High School Musical: The Concert                         | Elenco de High School Musical |
| 10 de agosto   | Acústico MTV: Sandy & Junior                             | Sandy & Junior                |
| 15 de setembro | (Des)Concerto                                            | Pitty                         |
| 19 de setembro | Ao Vivo em Goiânia                                       | Jorge & Mateus                |
| 1 de outubro   | Hecho en España                                          | RBD                           |
| 1 de outubro   | Jamiroquai – Live at Montreux 2003                       | Jamiroquai                    |
| 2 de outubro   | Elton 60 – Live at Madison Square Garden                 | Elton John                    |
| 27 de outubro  | A Vida É Mesmo Agora: Ao Vivo                            | Luiza Possi                   |
| 29 de outubro  | Queen Rock Montreal                                      | Queen                         |
| 5 de novembro  | Ricky Martin... Live Black & White Tour                  | Ricky Martin                  |
| 10 de novembro | Ao Vivo em Goiânia                                       | Banda Calypso                 |
| 12 de novembro | Oral Fixation Tour                                       | Shakira                       |
| 19 de novembro | Alive 2007                                               | Daft Punk                     |
| 23 de novembro | Na Arena Ao Vivo                                         | Edson & Hudson                |
| 12 de dezembro | Middle of Nowhere Acoustic                               | Hanson                        |

### Trilhas sonoras
| Data            | Título                                                                             | Artista(s)                                  |
| --------------- | ---------------------------------------------------------------------------------- | ------------------------------------------- |
| 9 de janeiro    | Freedom Writers: Music from the Motion Picture                                     | Vários artistas                             |
| 23 de janeiro   | Amazing Grace: Music Inspired by the Motion Pictur                                 | David Arnold                                |
| 26 de janeiro   | Music For 2001: A Space Odyssey (The Original Score)                               | Alex North                                  |
| 13 de fevereiro | Music And Lyrics (Music from the Motion Picture)                                   | Hugh Grant, Drew Barrymore, e Haley Bennett |
| 27 de fevereiro | Zodiac (Songs From The Motion Picture)                                             | Vários artistas                             |
| 2 de março      | Cinderella III: A Twist in Time                                                    | Walt Disney Records                         |
| 4 de março      | Disturbia: Original Motion Picture Soundtrack                                      | Vários artistas                             |
| 6 de março      | 300 (Original Motion Picture Soundtrack)                                           | Tyler Bates                                 |
| 6 de março      | Amazing Grace: Original Score from the Motion Picture                              | David Arnold                                |
| 20 de março     | TMNT: Teenage Mutant Ninja Turtles (Music from the Motion Picture)                 | Klaus Badelt                                |
| 23 de março     | American Gangster (Original Motion Picture Soundtrack)                             | Tyler Bates                                 |
| 10 de abril     | Disturbia: Original Motion Picture Score                                           | Geoff Zanelli                               |
| 28 de abril     | Dexter: Music from the Showtime Original Series                                    | Daniel Licht e Vários artistas              |
| 4 de maio       | Spider-Man 3 (Music from and Inspired by)                                          | Vários artistas                             |
| 15 de maio      | Motion Picture Soundtrack)                                                         | Vários artistas                             |
| 22 de maio      | Pirates of the Caribbean: At World's End                                           | Hans Zimmer                                 |
| 5 de junho      | Ocean's Thirteen (Music from the Motion Picture)                                   | David Holmes                                |
| 12 de junho     | American Idol Season 6: Greatest Hits                                              | Finalistas da 6ª temporada de American Idol |
| 15 de junho     | Vince Guaraldi and the Lost Cues from the Charlie Brown Television Specials        | Vince Guaraldi                              |
| 19 de junho     | Shrek The Third (Original Motion Picture Score)                                    | Harry Gregson-Williams                      |
| 20 de junho     | Starrbooty (Original Motion Picture Soundtrack)                                    | RuPaul                                      |
| 26 de junho     | Hannah Montana 2: Meet Miley Cyrus                                                 | Miley Cyrus                                 |
| 26 de junho     | Ratatouille (Original Motion Picture Soundtrack)                                   | Michael Giacchino                           |
| 26 de junho     | Transformers (The Album)                                                           | Vários artistas                             |
| 2 de julho      | Live Free or Die Hard (Original Motion Picture Soundtrack)                         | Marco Beltrami                              |
| 10 de julho     | Harry Potter and the Order of the Phoenix (Original Motion Picture Soundtrack)     | Nicholas Hooper                             |
| 10 de julho     | Hairspray: Soundtrack to the Motion Picture                                        | Vários artistas e John Travolta             |
| 24 de julho     | The Simpsons Movie (The Music)                                                     | Hans Zimmer                                 |
| 31 de julho     | The Bourne Ultimatum: Original Motion Picture Soundtrack                           | John Powell                                 |
| 31 de julho     | Becoming Jane (Original Motion Picture Score)                                      | Adrian Johnston                             |
| 7 de agosto     | Superbad )Original Motion Picture Soundtrack)                                      | Vários artistas                             |
| 8 de agosto     | Rush Hour 3                                                                        | Lalo Schifrin                               |
| 14 de agosto    | High School Musical 2                                                              | Elenco de High School Musical 2             |
| 27 de agosto    | Prison Break (Original Television Soundtrack)                                      | Ramin Djawadi                               |
| 18 de setembro  | House M.D. Original Television Soundtrack                                          | Vários artistas                             |
| 18 de setembro  | Into The Wild (Music For The Motion Picture)                                       | Eddie Vedder                                |
| 18 de setembro  | The Simpsons - Testify: A Whole Lot More Original Music from the Television Series | Vários artistas                             |
| 25 de setembro  | Michael Clayton (Original Motion Picture Soundtrack)                               | James Newton Howard                         |
| 2 de outubro    | Grease: The New Broadway Cast Recording                                            | Elenco de Grease                            |
| 9 de outubro    | Transformers (The Score)                                                           | Steve Jablonsky                             |
| 30 de outubro   | I'm Not There: Original Soundtrack                                                 | Vários artistas                             |
| 6 de novembro   | Southland Tales (Music from the Motion Picture)                                    | Vários artistas                             |
| 20 de novembro  | Alvin and the Chipmunks (Original Motion Picture Soundtrack)                       | The Chipmunks                               |
| 20 de novembro  | Beowulf (Music from the Motion Picture)                                            | Alan Silvestri                              |
| 20 de novembro  | El Greco Original Motion Picture Soundtrack                                        | Vangelis                                    |
| 20 de novembro  | Enchanted: An Original Walt Disney Records Soundtrack                              | Alan Menken e Stephen Schwartz              |
| 20 de novembro  | Halo 3 Original Soundtrack                                                         | Martin O'Donnell e Michael Salvatori        |
| 4 de dezembro   | Atonement (Music from the Motion Picture)                                          | Dario Marianelli                            |
| 11 de dezembro  | Aliens vs. Predator: Requiem (Original Motion Picture Soundtrack)                  | Brian Tyler                                 |
| 11 de dezembro  | The Golden Compass (Original Motion Picture Soundtrack)                            | Alexandre Desplat                           |
| 11 de dezembro  | Juno (Music from the Motion Picture)                                               | Vários artistas                             |
| 18 de dezembro  | National Treasure: Book Of Secrets (Original Motion Picture Soundtrack)            | Trevor Rabin                                |
| 24 de dezembro  | High School Musical 2: Non-Stop Dance Party                                        | Elenco de High School Musical 2             |

### Álbuns de vídeo
| Data            | Título                                                   | Artista(s)             |
| --------------- | -------------------------------------------------------- | ---------------------- |
| 26 de janeiro   | The Confessions Tour                                     | Madonna                |
| 2 de fevereiro  | Live in Rio                                              | RBD                    |
| 6 de fevereiro  | Fight the Power: Greatest Hits Live!                     | Public Enemy           |
| 13 de fevereiro | The Journey and the Labyrinth                            | Sting e Edin Karamazov |
| 26 de fevereiro | Beside You in Time                                       | Nine Inch Nails        |
| 13 de março     | Live at Massey Hall 1971                                 | Neil Young             |
| 19 de março     | The Best of David Bowie 1980/1987                        | David Bowie            |
| 22 de março     | Live from Wembley Arena, London, England                 | P!nk                   |
| 26 de março     | Rocket Man: The Definitive Hits                          | Elton John             |
| 27 de março     | Crystal Visions – The Very Best of Stevie Nicks          | Stevie Nicks           |
| 3 de abril      | B'Day Anthology Video Album'                             | Beyoncé'               |
| 21 de maio      | Cubism                                                   | Pet Shop Boys          |
| 5 de junho      | Bruce Springsteen with The Sessions Band: Live in Dublin | Bruce Springsteen      |
| 12 de junho     | Live at Montreux 2006                                    | Deep Purple            |
| 26 de junho     | The Essential Paul Simon                                 | Paul Simon             |
| 7 de julho      | BET Presents Kelly Rowland                               | Kelly Rowland          |
| 23 de julho     | Absolute Garbage'                                        | Garbage'               |
| 14 de agosto    | Kissology Volume Two: 1978–1991                          | Kiss                   |
| 27 de agosto    | Irreemplazable                                           | Beyoncé                |
| 3 de setembro   | Live at Montreux 2003                                    | Yes                    |
| 16 de setembro  | BET Presents Chris Brown                                 | Chris Brown            |
| 25 de setembro  | Immagine in Cornice                                      | Pearl Jam              |
| 1 de outubro    | Hecho en España                                          | RBD                    |
| 2 de outubro    | Elton 60 – Live at Madison Square Garden                 | Elton John             |
| 2 de outubro    | The Hits                                                 | Faith Hill             |
| 2 de outubro    | It's Alive 1974–1996                                     | Ramones                |
| 15 de outubro   | 3 Bats Live                                              | Meat Loaf              |
| 15 de outubro   | R.E.M. Live                                              | R.E.M.                 |
| 16 de outubro   | Foreigner: Alive & Rockin                                | Foreigner              |
| 16 de outubro   | Plug Me In                                               | AC/DC                  |
| 26 de outubro   | e²                                                       | Eros Ramazzotti        |
| 29 de outubro   | Queen Rock Montreal                                      | Queen                  |
| 1 de novembro   | Marjorie Estiano e Banda Ao Vivo                         | Marjorie Estiano       |
| 5 de novembro   | Dannii Minogue: The Video Collection                     | Dannii Minogue         |
| 5 de novembro   | I Told You I Was Trouble: Live in London                 | Amy Winehouse          |
| 5 de novembro   | Ricky Martin... Live Black & White Tour                  | Ricky Martin           |
| 12 de novembro  | The McCartney Years                                      | Paul McCartney         |
| 12 de novembro  | Mothership                                               | Led Zeppelin           |
| 12 de novembro  | Oral Fixation Tour                                       | Shakira                |
| 13 de novembro  | Lost Highway: The Concert                                | Bon Jovi               |
| 13 de novembro  | One Man Band                                             | James Taylor           |
| 16 de novembro  | The Adventures of Mimi                                   | Mariah Carey           |
| 16 de novembro  | The Beyoncé Experience Live'                             | 'Beyoncé               |
| 19 de novembro  | FutureSex/LoveShow: Live from Madison Square Garden      | Justin Timberlake      |
| 19 de novembro  | Keane Live                                               | Keane                  |
| 20 de novembro  | Greatest Hits: 18 Kids                                   | Keith Urban            |
| 20 de novembro  | MTV Unplugged in New York                                | Nirvana                |
| 30 de novembro  | San Siro 2007                                            | Laura Pausini          |
| 3 de dezembro   | All the Greatest Hits                                    | McFly                  |
| 7 de dezembro   | Live in Las Vegas: A New Day...                          | Celine Dion            |
| 12 de dezembro  | Middle of Nowhere Acoustic                               | Hanson                 |
| 16 de dezembro  | AOL Sessions                                             | My Chemical Romance    |
| 18 de dezembro  | Kissology Volume Three: 1992–2000                        | Kiss                   |

### EPs
| Data           | Título                                             | Artista(s)                                       |
| -------------- | -------------------------------------------------- | ------------------------------------------------ |
| 6 de fevereiro | Leaked in London                                   | Fall Out Boy                                     |
| 22 de maio     | Jordin Sparks                                      | Jordin Sparks                                    |
| 22 de maio     | Pirates of the Caribbean: At World's End (Remixes) | Hans Zimmer, Paul Oakenfold, eThe Crystal Method |
| 6 de junho     | Melody and the Tyranny                             | Velvet Revolver                                  |
| 23 de julho    | Hit 3 Pack: Forever                                | Papa Roach                                       |
| 31 de julho    | Extended Play '07                                  | Placebo                                          |
| 27 de agosto   | Irreemplazable                                     | Beyoncé                                          |
| 24 de setembro | Storm Chaser                                       | Erasure                                          |
| 18 de dezembro | The B-Side Collection                              | Maroon 5                                         |
| 18 de dezembro | More Than Words                                    | Menudo                                           |

## Acontecimentos

### Janeiro
- 1 e 10 de Janeiro - A cantora Gwen Stefani lança como single a faixa-título de seu segundo álbum solo de estúdio, The Sweet Escape, que segundo muitos, é sua melhor canção, além de ser uma das mais conhecidas da mesma.

### Fevereiro
- Rumores circulam de que o The Police se reunirá para um turnê depois de 23 anos para marcar o trigésimo aniversário do release de Roxanne. Entretanto, não há planos para um álbum com novo material[1][2]
- 16 de Fevereiro — A banda de rock americana Audioslave se separou depois de Chris Cornell deixar a banda por "diferenças musicais".
- 27 de Fevereiro— A banda de paródia de rock americana Tenacious D lançou seu filme, Tenacious D in: The Pick of Destiny em DVD.
- 28 de Fevereiro— Foi anunciado que a banda de punk americana do início dos anos 1980, Circle Jerks lançou uma música nova, intitulada "I'm Gonna Live", que também pode ser ouvida na página do Myspace.[3] Rumores dizem que a banda está se preparando para a sequência do cd de 1995 Oddities, Abnormalities and Curiosities.

### Março
- Formada a banda de J-rock, Visual Kei e Symphonic Metal, Versailles (banda), composta por Yuuji Kamijo, Hizaki, Yuki, Jasmine You e Teru. Já fizeram um show no Brasil em Junho de 2010.
- 9 de Março — O Ministério de Louvor Diante do Trono grava o álbum comemorativo de 10 Anos do Grupo: Tempo de Festa, na Via Funchal, São Paulo
- 10 de Março — Segundo dia de gravação do álbum de 10 Anos Diante do Trono: Tempo de Festa (Primeira Gravação do Grupo feita em dois dias)
- 21 de Março—Toshimitsu Deyama anunciou que ele vem gravando com Yoshiki depois de dez anos.

### Abril
- 11 de Abril - Nick Oshiro do Static-X saiu da banda em um concerto em Dallas, e a banda foi forçada a cancelar o show.
- 13 de Abril - Will Hunt do Dark New Day temporariamente substituiu Nick Oshiro do Static-X.
- 15 de Abril - Cluster se reuniu pela primeira vez desde 1996. Um tour na Europa se seguiu.
- 16 de Abril - O Ministério de Louvor Diante do Trono grava no Mineirinho, durante o VIII Congresso Internacional de Louvor e Adoração Diante do Trono, o 2º CD Comemorativo de 10 Anos do Grupo: Com Intensidade (Ao Vivo)
- 17 de Abril - Sandy & Júnior anunciam oficialmente o fim da dupla após 17 anos de carreira.
- 17 de abril — A cantora canadense Avril Lavigne lançava seu terceiro álbum de estúdio intitulado The Best Damn Thing, estreando na primeira posição da parada de sucessos da Billboard 200.
- 19 de Abril — Joey Jordison do Slipknot se tornou um membro substituto do Korn.
- 22 de Abril — Patrick Wolf disse aos fãs em seu forum que ele estaria se aposentando do negócio da música.[4] Entretanto, ele posteriormente revogou isto, dizendo que ele somente entraria em um hiato.[5]
- 23 de Abril - Bevan Davies substitui Will Hunt devido a seus compromissos com Dark New Day & Vince Neil como segundo substituto de bateria para o Static-X.
- 27 a 29 de Abril — Coachella Valley Music and Arts Festival em Coachella, CAM
- 4 de Junho — Yoshiki anuncia que o X Japan iria se reunir para uma nova turnê e um single.

### Maio
- 4 de Maio — É lançado single mais vendido e tocado nas rádios daquele ano, Umbrella, carro-chefe do então futuro terceiro álbum de Rihanna.

### Junho
- 4 de Junho — Yoshiki anuncia que o X Japan iria se reunir para uma nova turne e um single.
- 5 de Junho - Rihanna lança seu terceiro e bem sucedido álbum de estúdio, Good Girl Gone Bad.
- 12 de junho — Era lançado o segundo álbum da banda americana Paramore, Riot!, que consagrou o sucesso internacional com seu smash-hit Misery Business
- 14 de Junho – Daft Punk voltou em Paris para um show, dez anos depois de sua última performance na capital francesa.

### Julho
- 7 de Julho - O Ministério de Louvor Diante do Trono grava no Sambódromo do Rio de Janeiro o seu 10° Álbum, Príncipe da Paz, com um público de cerca de 100.000 Pessoas.
- 17 de Julho - Joe Payne entra no Divine Heresy.
- 27 de Julho — Atom Willard deixa o The Offspring e é substituído pelo baterista ex-Face to Face e Saves the Day Pete Parada.

### Agosto
- 10 de Agosto - Sandy & Junior lança o décimo-sétimo e último álbum de estúdio, Acústico MTV - Sandy e Junior. Este álbum, marcou o fim da dupla que seguiu caminhos diferentes.
- 31 de agosto - Lançado o álbum de estreia do Emigrate, com o mesmo nome da banda.

### Setembro
- Setembro - Meegs Rascon do Glass Piñata relata a possibilidade de uma reunião do Coal Chamber.
- 3 de Setembro - O vocalista do My Chemical Romance, Gerard Way, se casa com a baixista do Mindless Self Indulgence, Lyn-Z, nos bastidores do Projekt Revolution em Denver, Colorado.
- 9 de setembro - Britney Spears realiza primeira apresentação do single carro-chefe de seu álbum "Blackout", "Gimme More". A apresentação ocorreu no MTV Video Music Awards 2007 e foi a mais comentada da noite.

### Outubro
- 4 de Outubro - Fred Mascherino anuncia seu afastamento do Taking Back Sunday, para seguir carreira solo chamada The Color Fred.
- 19 de Outubro - Lil' Kim lança novo single "Wanna Lick" com parceria de 50 Cent.
- 25 de Outubro - Britney Spears lança seu quinto álbum de estúdio, considerado o melhor da década, "Blackout".
- Godsmack entra em Hiatus.

### Novembro
- 7 de Novembro - Sevendust anuncia que entrará em estúdio no fim de novembro para trabalhar no seu sétimo álbum de estúdio, intitulado The 7th Chapter e foi dado a data de lançamento para 4 de março de 2008.
- 10 de Novembro - Powerman 5000 entra em Hiatus.
- 15 de Novembro - Charlie Brown Jr. Lança o Nono Álbum de Estúdio e Ao Vivo Ritmo, Ritual e Responsa.
- 20 de Novembro - Lançamento de "Empezar Desde Cero", quinto álbum de estúdio da banda RBD. Este é o primeiro álbum de inéditas do grupo a não ganhar uma versão em português.

### Dezembro
- 18 de Dezembro - Sandy e Junior fazem o último show da carreira em dupla no Credicard Hall, em São Paulo.

## Eventos esperados
- 27 de Novembro - Harmonia se reunirá para seu primeiro concerto desde 1976 em Berlim.
- 8 a 9 de dezembro — A estação de rádio de Los Angeles, California KROQ irá radizaliar o décimo oitavo Acoustic Christmas anual. Bandas que tocaram lá são: Linkin Park, Bad Religion, Angels & Airwaves, Rise Against, Avenged Sevenfold, Serj Tankian, Paramore, Modest Mouse, Jimmy Eat World, Spoon, Feist, The Shins, ilversun Pickups e Muse.
- 10 de dezembro - Em Londres: Led Zeppelin

## Obras
| Data            | Nome                                          | Álbum/Single            | Artista            | Observações | Ref   |
| --------------- | --------------------------------------------- | ----------------------- | ------------------ | --- | ----- |
| 5 de Fevereiro  | Infinity on High                              |                         | Fall Out Boy       | álbum do single de sucesso "This ain't a scene, it's an arms race" |       |
| 12 de Fevereiro | Beatiful Liar                                 | B'Day                   |                    | |       |
| 16 de Março     | New Maps of Hell                              |                         |                    | Bad Religion | [ 6 ] |
| 14 de Abril     | Funambola                                     | 3º álbum                | Patrizia Laquidara | |       |
| 17 de Abril     | The Best Damn Thing                           | 3º álbum                | Avril Lavigne      | Contém sua única canção a atingir o número um na Billboard, Girlfriend. |       |
| maio            | Humanity: Hour I                              | 16º álbum               | Scorpions          | |       |
| 02 de Maio      | Umbrella                                      | single                  | Rihanna            | 1º Single do álbum Good Girl Gone Bad. |       |
| 15 de Maio      | Minutes To Midnight                           | 3º álbum                | Linkin Park        | |       |
| 5 de Junho      | Good Girl Gone Bad                            | 3º álbum                | Rihanna            | O álbum mais vendido da carreira da cantora até hoje, contabilizando mais de 9,5 milhões de cópias vendidas, e que além de Umbrella, emplacou outros hits atemporais, tais como Don't Stop The Music, Hate That I Love You, Take a Bow e Disturbia.              |       |
| 6 de Julho      | [[{Des} Concerto]]                            | 1º álbum Ao Vivo        | Pitty              | |       |
| 7 de julho      | Zeitgeist                                     | 1                       |                    | O líder do Smashing Pumpkins, Billy Corgan finalmente lançaria o primeiro álbum de reunião em 7 de julho. Este seria o primeiro grande álbum da banda desde Machina/The Machines of God de 2000, sendo restringido a apenas 25 cópias em seu lançamento inicial. |       |
| 7 de Julho      | Príncipe da Paz                               | 10º álbum               | Diante do Trono    | Gravação do CD, ao vivo na Praça da Apoteose, Rio de Janeiro. |       |
| 7 de Agosto     | On the Western Front                          |                         | D.I.               | Primeiro álbum oficial com novo material desde 1994, no State of Shock. | [ 8 ] |
| 11 de Setembro  | Don't Talk Just Listen                        | 2 álbum                 | B5                 | |       |
| 14 de outubro   | Caminho de Milagres Ao vivo                   | 10 álbum e 7 estúdio    | Aline Barros       | Vencedor do Grammy Latino 2008 |       |
| 16 de Outubro   | The Alchemy Index Vols. I & II - Fire & Water |                         | Thrice             | |       |
| 19 de outubro   | Finding Beauty in Negative Spaces             | 4 estúdio               | Seether            | |       |
| 26 de outubro   | Blackout                                      | Quinto álbum de estúdio | Britney Spears     | Primeiro álbum após quatro longos anos de controvérsias, polêmicas e álbuns de compilação. Também é um de seus únicos álbuns de estúdio a não atingir o pico de número #'1'.                                                                                     |       |
| 9 de Novembro   | Greatest Hits                                 |                         | Spice Girls        | |       |
| 19 de Novembro  | Red Carpet Massacre                           |                         | Duran Duran        | |       |
| 20 de Novembro  | Empezar Desde Cero                            | Quinto álbum de estúdio | RBD                | Penúltimo álbum da banda RBD, sendo o primeiro a contar com composições dos integrantes. |       |

### Filme musical
- Sweeney Todd foi adaptado como um filme blockbuster (sob o título Stephen Sondheim's Sweeney Todd) por Tim Burton com participalção de Johnny Depp, Helena Bonham-Carter, Christopher Lee, Alan Rickman e Sasha Baron Cohen nos papéis principais

### Teatro musical
- Curtains  (Música: John Kander Letras: Fred Ebb Livro: Rupert Holmes) Produção na Broadway aberta no Teatro Al Hirschfeld em 22 de março

### Televisão musical
- Miss Marie Lloyd estrelando Jessie Wallace e Richard Armitage

## Shows e festivais
- Maio
  - 19 de maio— A rádio de Los Angeles, California KROQ levou ao ar a décima quinta anual Weenie Roast. Bandas que tocaram ali foram: Linkin Park, Social Distortion, Interpol, Queens of the Stone Age, 30 Seconds to Mars, The Bravery, Silversun Pickups, The Killers → Incubus, Korn, Bad Religion, Rise Against, Tim Armstrong, Peter Bjorn and John, Tiger Army, E Plain White T's.[9]
  - 25 a 28 de Maio—Salzburg Festival
  - 26 a 27 de Maio—Sasquatch! Music Festival
- Junho
  - 30 de maio – 05 de junho—The Peel Bay Festival Isle of Man TT
  - 8 a 10 de junho—Download Festival
  - 22 a 23 de Junho—Radio Expres Festival - o primeiro festival de música da melhor rádio de Slovak—Radio Expres
  - 22 a 25 de Junho—Glastonbury Festival
  - 29 de junho – 1 de Julho—Heineken Open'er Festival foi realizado em Babie Doły military airport, Gdynia, Polônia. Bandas confirmadas que tocaram lá são: Beastie Boys, Björk, Muse, The Roots, Sonic Youth, Bloc Party, LCD Soundsystem, Groove Armada, Dizzee Rascal, Laurent Garnier, Crazy P, The Strike Boys, Freeform Five.
- Julho
  - 1 de Julho— O Concert for Diana em honra ao 46º aniversário de Lady Diana é realizado no estádio de Wembley, em Londres.
  - 7 de Julho - Espetáculo do "Live Earth" em sete cidades do mundo.
  - 7 de Julho—Live Earth, série de concerctos mundiais para iniciar uma ação contra o aquecimento global. Atos incluem: Kelly Clarkson, Alicia Keys, Kanye West,  Bon Jovi, Fall Out Boy, Shakira, John Mayer, Roger Waters, Beastie Boys, Duran Duran, Madonna, Foo Fighters, Red Hot Chili Peppers, Black Eyed Peas,  Spinal Tap, Jack Johnson, Lenny Kravitz, Metallica e também reuniu as bandas The Police, Genesis, The Smashing Pumpkins e Crowded House.
  - 7 a 8 de Julho—T In The Park, Oxegen 2007
- Agosto
  - 4 de Agosto – 11 de Agosto— O Three Choirs Festival será realizado em Gloucester.
  - 11 de Agosto – 12 de Agosto— O oitavo anual Summer Sonic Festival foi realizado. Bandas que tocaram aqui foram: Arctic Monkeys, Avenged Sevenfold, Bloc Party, The Horrors, Interpol, The Offspring, Sum 41, Metallica and We Are Scientists.[10]
  - 24 de Agosto – 26 de Agosto—Carling Weekend—Reading and Leeds Festivals
  - 31 de Agosto – 2 de Setembro—Electric Picnic 2007
  - Feriado Bancário de Agosto (Última semana em agosto)—Bryn Terfel's Faenol Festival
- Setembro
  - 4 de Setembro - Small Faces e Don Arden tocam acústico no 52-55 Carnaby Street, Londres, Inglaterra[11]
  - 8 de Setembro - "Weird Al" Yankovic realiza seu milésimo show ao vivo em Idaho Falls, Idaho.[12]
  - 9 de Setembro— Sonata Arctica tocará pela primeira vez em Gadalajara, México.
  - 9 de Setembro—Britney Spears abriu o VMA's 2007 realizado no Palms Resort & Casino em Las Vegas, Nevada.
  - 12 de Setembro – 1 de Outubro— Prague Autumn International Music Festival
  - 20 de Setembro – 23 de Setembro— 4º Decibel Festival Anual, Seattle
  - 20 de Setembro - Primeiro show do cantor americano Marilyn Manson no Rio de Janeiro, Brasil, no bairro da Lapa.
  - 22 de Setembro – 29 de Setembro— 35º North Wales International Music Festival foi realizado em St Asaph.
- Outubro
  - 5 de Outubro - Início do primeiro festival de música de Aruba, com a presença Robin Gibb, ex-integrante dos Bee Gees, entre outras personalidades.
  - 18 de Outubro — O site oficial do X Japan anuncia que a banda irá tocar a música "I.V." (tema principal de Jogos Mortais IV) no dia 22 de outubro.
  - 22 de Outubro — X Japan se apresenta pela primeira vez em dez anos e anuncia um concerto em Tokyo na primavera, seguido de um tour mundial.
  - 27 de Outubro—Interpol, Yo La Tengo, The Whitest Boy Alive, The Horrors, TeddyBears e outras bandas apareceram no Festival do Manifesto, na Cidade do México.
  - 30 de Outubro—Britney Spears Lança seu quinto álbum de estúdio e o mais bem sucedido do ano Blackout em meio a polemicas.

## Artistas e grupos

### Lançamentos e contratos
- Dennis Sheperd assina com a gravadora MPFS Records e lança o single "A Tribute To Life".[13]

### Bandas formadas
- Girls' Generation
- Panik
- Day26
- Stone Gods
- S.K.I.N.
- Wonder Girls
- Cash Cash
- Nunatak
- Trazendo a Arca
- Dimitri Vegas & Like Mike

### Bandas que acabaram
- 28 Days
- 3LW
- 5ive
- Adair
- Adelphi
- Aereogramme
- Allister (hiato)
- Amity
- Arcturus
- Audio Adrenaline
- Audioslave
- The Beautiful South
- Bleed The Dream
- Blindspott
- The Blood Brothers
- Calico System
- Capdown
- Carnival in Coal
- Cauterize
- Chinese Happy
- Choke
- Controlling the Famous
- Crush Luther
- The Cooper Temple Clause
- Damiera (hiato em Abril de 2007, reagrupada com novos membros em Junho de 2007)
- Devin Townsend Band
- The Distillers
- The Divorce
- Dog Fashion Disco
- The Early November (hiato indefinido)
- Eighteen Visions
- Even So
- The Explosion
- Five Star
- The Fugees
- G4
- Good Riddance
- Hidden in Plain View
- Hot Cross
- Hot Rod Circuit
- I Killed The Prom Queen
- The Immediate
- Imperanon
- Ira!
- The Junior Varsity
- Jurassic 5
- Larrikin Love
- Last Tuesday
- Latterman
- Liberty X
- The Little Flames
- Le Tigre (em hiato desde 2006, mas oficialmente anunciaram em Janeiro de 2007)
- Los Abandoned
- Los Hermanos (hiato indefinido)
- Matchbook Romance (hiato indefinido)
- Mendeed
- Morning Runner
- Much the Same
- The Nervous Return
- New Order (confirmado por Peter Hook via MySpace.com)
- Nickel Creek (hiato)
- Number One Fan
- None More Black
- Park
- A Perfect Murder
- Piebald
- Planes Mistaken for Stars
- Pretty Girls Make Graves
- Purified in Blood
- Push to Talk
- Reverend Bizarre
- Rheostatics
- Rory
- Rufio
- Rooster
- Sandy e Junior
- Scarlet
- Scars of Tomorrow (nome mudado para The Hollowed)
- Send More Paramedics
- Spineshank
- Spitalfield
- Strapping Young Lad
- Sullivan (banda)
- The Track Record
- U.S. Maple
- Vaux
- Waking Ashland
- With Passion

### Bandas reagrupadas
- Aqua
- Asia
- At The Gates (em um festival europeu em 2008)
- B2k
- Boyzone (performance de um)
- Carcass (em um festival europeu em 2008)
- Cluster
- Crazy Town
- Crowded House
- The Dismemberment Plan (reunião em performance com dois)
- Dispatch (reunião em performance com três)
- Eve 6
- Genesis
- Harmonia
- Héroes del Silencio
- Hot Water Music (reunion tour)
- The Jesus and Mary Chain
- Hombres G (Spain)
- Kris Kross
- Led Zeppelin (performance de um)
- Leftover Salmon (reunião em performance com dois)
- Luna Sea (performance de um)
- The Libertines (performance de um)
- The Mighty Mighty Bosstones
- My Bloody Valentine
- No Angels
- The Police
- Rage Against the Machine
- Rouge (reunião para trilha sonora do filme Bratz)
- Scooch
- Sex Pistols
- Siam Shade (performance de um)
- Slint
- Soda Stereo (através da América Latina e EUA)
- Spice Girls (reunião em álbum de hits e turnê)
- Spinal Tap
- Squeeze
- Squirrel Nut Zippers
- Suffokate (membros da All Shall Perish)
- Timbiriche
- Unanimated
- The Verve
- Trust Company
- White Lion
- Yellow Magic Orchestra
- X Japan

No Doubt, The Offspring, Rancid, Silverchair e Powderfinger nunca se separaram, apenas estavam com um grande tempo de ócio entre os álbuns.
Black Eyed Peas e Pussycat Dolls nunca acabaram, seus membros apenas estão seguindo carreira solo temporariamente.

## Competições, prêmios e vendas
Países
| Data                    | Competição                          | País         | Obra        | Artista                         |
| ----------------------- | ----------------------------------- | ------------ | ----------- | ------------------------------- |
| 12 de Maio              | Festival Eurovisão da Canção        | Sérvia       | Molitva     | Marija Šerifović                |
| 16 de maio – 20 de maio | Festival Eurovisão da Canção Júnior | Bielorrússia | S druz'yami | Alexey Zhigalkovich             |
|                         | Festival Eurovisão da Dança         | Finlândia    |             | Katja Koukkula e Jussi Väänänen |

Artistas
| Data           | Ocasião                   | Artista        | Obra                | Observações |
| -------------- | ------------------------- | -------------- | ------------------- | --- |
| 1 de Março     | Nashville Star            | Angela Hacker  |                     | Pela virtude de sua vitória. Ela conseguiu um contrato com a Warner Bros. Records.                                                       |
| 27 de Abril    | Legião de Honra da França | Cesária Évora  |                     | |
| Abril          | Disco                     | Kid Abelha     |                     | Disco de diamante |
| 15 de Maio     | Vendas                    | Linkin Park    | Minutes To Midnight | vendeu mais de 600.000 cópias nos Estados Unidos e mais de 1.000.000 no mundo e até esta data é o álbum mais vendido na primeira semana. |
| 23 de Maio     | American Idol - 6ª ed     | Jordin Sparks  |                     | |
| 24 de Setembro | Polaris Music 2007        | Patrick Watson | Close to Paradise   | |
| 25 de Novembro | Australian Idol 2007      | Natalie Gauci  |                     | |

- Fevereiro - George Shearing é ordenado cavaleiro por seus serviços para a música na Lista de Honra de Fim de Ano da Rainha. Evelyn Glennie se torna uma Dama. Imogen Cooper, John Rutter e Rod Stewart recebem o CBE.
- 11 de Fevereiro— Os 49th Grammy Awards foram ao ar na CBS, apresentado no Staples Center em Los Angeles.
- 1 de Novembro - MTV Europe Music Awards 2007

## Mortes
| Data            | xx |
| --------------- | --- |
| 1 de Janeiro    | Del Reeves, Cantor americano de Country, 74 |
| 6 de Janeiro    | Pete Kleinow, Guitarrista americano do Flying Burrito Brothers, 72                                                                                      |
| 8 de Janeiro    | Mercedes Murciano, Membro cubano do Miami Sound Machine, 49. Morte por pneumonia.                                                                       |
| 13 de Janeiro   | Michael Brecker, Saxofonista popular de Jazz pós Coltrane, 57                                                                                           |
| 17 de Janeiro   | Uwe Nettlebeck, alemão produtor e fundador da banda de rock progressivo Faust, idade desconhecida                                                       |
| 18 de Janeiro   | Brent Liles, Baixista original da banda de punk americana Social Distortion, 43                                                                         |
| 19 de Janeiro   | Denny Doherty, Cantora e compositora canadense do The Mamas & the Papas, 66                                                                             |
| 22 de Janeiro   | Disco D, Produtor e compositor americano. |
| 28 de Janeiro   | Karel Svoboda, Compositor, 68 |
| 31 de Janeiro   | Kirka Babitzin, Cantor, antigo representante da Finlandia no Eurovision, 56                                                                             |
| 1 de Fevereiro  | Gian Carlo Menotti, Compositor, 95 |
| 4 de Fevereiro  | Ilya Kormiltsev, Compositora Russa (Nautilus Pompilius), 47                                                                                             |
| 6 de Fevereiro  | Billy Henderson, Vocalista americano do The Spinners, Conhecido no Reino Unido como The Detroit Spinners, 67                                            |
| 6 de Fevereiro  | Frankie Laine, Cantora Americana, 93 |
| 6 de Fevereiro  | Fevereiro 8—Joe Hunter, Americano pianista e líder do The Funk Brothers, 79                                                                             |
| 15 de Fevereiro | Ray Evans, compositor americano, 92 |
| 18 de Fevereiro | John "Bam Bam" Lane, baterista americano (Bill Haley & His Comets), 76                                                                                  |
| 19 de Fevereiro | Janet Blair, Atriz e cantora americana, 85 |
| 23 de Fevereiro | Donnie Brooks, Cantora Pop americana, 71 |
| 23 de Fevereiro | Ian Wallace, baterista inglês (King Crimson), 60 |
| 28 de Fevereiro | Billy Thorpe, British-born Australian rock performer, 60                                                                                                |
| 9 de Março      | Brad Delp, Cantor e Líder da banda de 1970 Boston, 55                                                                                                   |
| 19 de Março     | Luther Ingram, Cantor Americano, 69 |
| 5 de Abril      | Mark St. John, Guitarrista americano (Kiss, White Tiger), 51                                                                                            |
| 9 de Abril      | Egon Bondy, Cantor e compositor Checo (Plastic People of the Universe), 77                                                                              |
| 10 de Abril     | Dakota Staton, Vocalista de Jazz, 74 |
| 14 de Abril     | Don Ho, musicista Havaiano, 76 |
| 17 de Abril     | Kitty Carlisle, Atriz e Cantora Americana, 96 |
| 25 de Abril     | Bobby "Boris" Pickett, Cantor Americano, 69 |
| 26 de Abril     | San Fadyl, Baterista Americano (The Ladybug Transistor), 31                                                                                             |
| 27 de Abril     | Mstislav Rostropovich, Violoncelista e Condutor Russo, 80                                                                                               |
| 30 de Abril     | Zola Taylor, vocalista feminina do The Platters, 69 |
| 30 de Abril     | Grégory Lemarchal, Cantor Frances, 23 |
| 6 de Maio       | Đorđe Novković, compositor croata, 63 |
| 20 de Maio      | Ben Weisman, pianista e compositor dos filmes do elvis, 95                                                                                              |
| 27 de Maio      | Izumi Sakai, cantora japonesa (Zard), 40 |
| 1 de Junho      | Tony Thompson, cantor americano (Hi-Five), 36 |
| 4 de Junho      | Freddie Scott, Cantor, 74 |
| 8 de Junho      | Nellie Lutcher, Cantora de Pop Jazz e pianista, 94 |
| 18 de Junho     | Hank Medress, Cantor Americano (The Tokens), 67 |
| 24 de Junho     | Natasja, Dinamarquesa/Jamaicana cantora de Reagge, 33                                                                                                   |
| 29 de Junho     | George McCorkle, Guitarrista Americano (Marshall Tucker Band)                                                                                           |
| 2 de Julho      | Hy Zaret, Lyricista, 98 |
| 3 de Julho      | Boots Randolph, Saxofonista americano, 80 |
| 4 de Julho      | Bill Pinkney, Vocalista americano, último membro original do The Drifters, 81.                                                                          |
| 5 de Julho      | George Melly, Vocalista de Jazz e Radialsta, 80. |
| 8 de Julho      | Jindřich Feld, Comositor Checo, 82 |
| 11 de Julho     | Rod Lauren, Cantor e ator, 67 |
| 15 de Julho     | Kelly Johnson, Guitarrista inglesa (Girlschool), 49 |
| 23 de Julho     | Ron Miller, Produtor e compositor da Motown, 74 |
| 29 de Julho     | Trevor Hudson, Baixista Americano (Bottom of the Hudson), 27                                                                                            |
| 4 de Agosto     | Lee Hazlewood, Cantor e Compositor Americano, 78 |
| 10 de Agosto    | Anthony Wilson, Fundador da factory Records, 57 |
| 12 de Agosto    | Merv Griffin, Vocalista, produtor de televisão, 82 |
| 16 de Agosto    | Max Roach, Baterista de Jazz, 83 |
| 6 de Setembro   | Luciano Pavarotti, Tenor Italiano, 71 |
| 9 de Setembro   | Hughie Thomasson, Guitarrista Americano, 55 |
| 10 de Setembro  | Thomas Hansen, Muscista Noruegues, 31 |
| 11 de Setembro  | Willie Tee, Cantor e compositor americano, 63 |
| 11 de Setembro  | Joe Zawinul, tecladista e compositor de jazz Austríaco (Weather Report), 75                                                                             |
| 12 de Setembro  | Bobby Byrd, Cantor de soul/funk, 73 |
| 15 de Setembro  | Aldemaro Romero, Compositor, pianista e condutor Venezuelano, 79                                                                                        |
| 25 de Setembro  | Patrick Bourque, membro da Emerson Drive, 29 |
| 16 de Outubro   | Toše Proeski, Cantor Macedônio, 26 |
| 17 de Outubro   | Teresa Brewer, Cantor Americano, 76 |
| 18 de Outubro   | Lucky Dube, Cantor de Reagge Sul Africano, 43 |
| 28 de Outubro   | Porter Wagoner, Cantor de Country Americano, 80 |
| 30 de Outubro   | Robert Goulet, Cantor Americano, 73 |
| 2 de Novembro   | O baterista da banda de death metal Decapitated, Witold "Vitek" Kietyka, morre aos 23 devido a complicações após um acidente automobilístico na Russia. |
| 2 de Novembro   | Witold Kiełtyka, Baterista polonês da manda de death metal Decapitated, 23                                                                              |
| 6 de Novembro   | Hank Thompson, Guitarrista e cantor Country, 82 |
| 12 de Novembro  | Peter "Cool Man" Steiner, Cantor Suisso, 90 |
| 16 de Novembro  | Grethe Kausland, Cantor Norueguês, 60 |
| 19 de Novembro  | Paul Brodie, Saxofonista Canadense, 73 |
| 19 de Novembro  | Kevin DuBrow, Cantor de Rock Americano, Quiet Riot, 52                                                                                                  |
| 19 de Novembro  | Wiera Gran, Cantora Polonesa, 91 |
| 20 de Novembro  | Ernest "Doc" Paulin, Musicista de Jazz, 100 |
| 23 de Novembro  | Frank Guarrera, Cantor americano, Metropolitan Opera, 83                                                                                                |
| 27 de Novembro  | Cecil Payne, Saxofonista americano, 84 |
| 28 de Novembro  | Fred Chichin, musicista francês, Les Rita Mitsouko, 53                                                                                                  |
| 28 de Novembro  | Ashley Titus, Raper sul africano, 37 |
| 29 de Novembro  | Jim Nesbitt, Cantor de Country, 75 |
| 4 de Dezembro   | Pimp C, Rapper Sulista, UGK, 33 |